# Mine de nickel du Koniambo
La mine de nickel du Koniambo est une mine de nickel située à Voh, dans la Province Nord de Nouvelle-Calédonie. Initialement exploitée par la Société Le Nickel, elle est la propriété depuis 1997 de la Société minière du Sud Pacifique, et à partir de 2005 de sa filiale Koniambo Nickel.

## Historique
Située dans le massif du Koniambo, la mine a été exploitée avant la Seconde Guerre mondiale par Société Le Nickel, la société française qui contrôlait 90% de la production de nickel sur les îles à cette époque, mais avait depuis cessé. Suivant les pratiques de l'époque, et le code du travail sous contrat utilisé, de nombreux ouvriers originaires notamment d'Indochine y travaillaient dans des conditions difficiles.
Des discussions pour étendre l'exploitation minière sur le massif dans les années 1980 se sont heurtées à la tension politique entre les indépendantistes Kanaks notamment présent dans la Province Nord, et les loyalistes français. Les intérêts kanaks du Nord recherchaient un projet industriel qui pourrait leur donner une certaine indépendance économique par rapport à la France.
Par la suite, le Front de libération nationale kanak et socialiste (FLNKS, fédération de mouvements indépendantistes) pose une condition à la reprise des négociations avec l'État et les loyalistes du Rassemblement pour la Calédonie dans la République (RPCR) de Jacques Lafleur pour repousser la consultation d'autodétermination (initialement prévue en 1998. Il s'agit du « préalable minier », par lequel est demandé que l'État intervienne pour pousser Eramet, société mère de la SLN, à accepter de céder à la SMSP le massif minier du Koniambo afin d'alimenter la future usine pyrométallurgique dont la construction est prévue dans la Province Nord dans un souci de rééquilibrage. Finalement, les conseils d'administration de la SMSP et d'Eramet ont approuvé à la fin de l'année 1997 l'échange du massif de Poum (détenu par la première) avec celui du Koniambo. Ce troc permettait à la situation politique de se débloquer avec la signature de l'accord de Nouméa le 5 mai 1998, conforté par les accords de Bercy (protocole du 1er février 1998 avenant du 4 juin suivant) passés entre la SMSP, Eramet et la SLN sous la tutelle du ministre de l'Économie Dominique Strauss-Kahn, pour fixer les règles de cet échange et leurs conditions.
Toujours dans le but d'assurer la construction de l'usine, la SMSP passe un contrat de partenariat avec le groupe canadien Falconbridge, alors numéro trois mondial de la métallurgie, racheté en 2006 par le suisse Xstrata. Une coentreprise est ainsi créée une fois l'échange des massifs opéré en 2005 dans le but de gérer le chantier et la future exploitation de l'usine, Koniambo Nickel, détenue majoritairement (51 %) par la SMSP, et le reste par son partenaire. 
En 2013, Xstrata est rachetée par Glencore International.
La situation de l'usine en 2024 se détériore face aux mauvais rendements, à une énergie coûteuse et à une forte concurrence étrangère qui ont fait plonger dans le rouge les trois usines de raffinage de l’archipel où près de 25 % des emplois dépendent de la mine et de la métallurgie. KNS envisage la mise en sommeil de son site industriel (son endettement atteint 13,7 milliards d’euros, la province Nord en est actionnaire à 51 %, Glencore, actionnaire à 49 %).
Le 26 juillet 2024, la direction de l’usine de nickel KNS annonce le licenciement de ses 1 200 salariés. KNS était à la recherche d’un repreneur depuis le départ en février du groupe anglo-suisse Glencore, son actionnaire principal,.
Selon Yann Bencivengo, Maître de conférences en histoire à l’université de la Polynésie Française, « avec l'apparition de l'usine, la région de Voh a été transformée. [...] L'usine était un projet politique, lié à la volonté d'indépendance économique de cette province nord contrôlée par les indépendantistes ».

## Production
La mine et la fonderie ont commencé la production en 2014.
L'extraction de minerai de la mine à ciel ouvert est associée à un convoyeur de 11,2 km de long qui alimente l’usine pyrométallurgique située en bord de mer. L’usine est conçue pour produire 55 000 tonnes de ferronickel en capacité nominale. Le site est doté d’une centrale électrique au charbon et d’un port en eau profonde
.

### Émission de Radio
- Aliette Hovine, « L'usine KNS : la Nouvelle-Calédonie face à la dépendance au nickel » [audio], sur Radio France,France Culture, Entendez vous l'éco, 29 août 2024 (consulté le 29 août 2024)